# Wilżyna bezbronna
Wilżyna bezbronna (Ononis arvensis L.) – gatunek rośliny wieloletniej z rodziny bobowatych. Występuje w środkowej i wschodniej Europie (od Norwegii, Danii, Niemiec i Włoch na wschód) oraz w zachodniej i środkowej Azji sięgając po zachodnie Chiny. W Polsce jest gatunkiem rozpowszechnionym na znacznej części niżu i w niższych położeniach górskich, brak go lub jest tylko zawlekany na zachodzie i północnym wschodzie.

## Morfologia

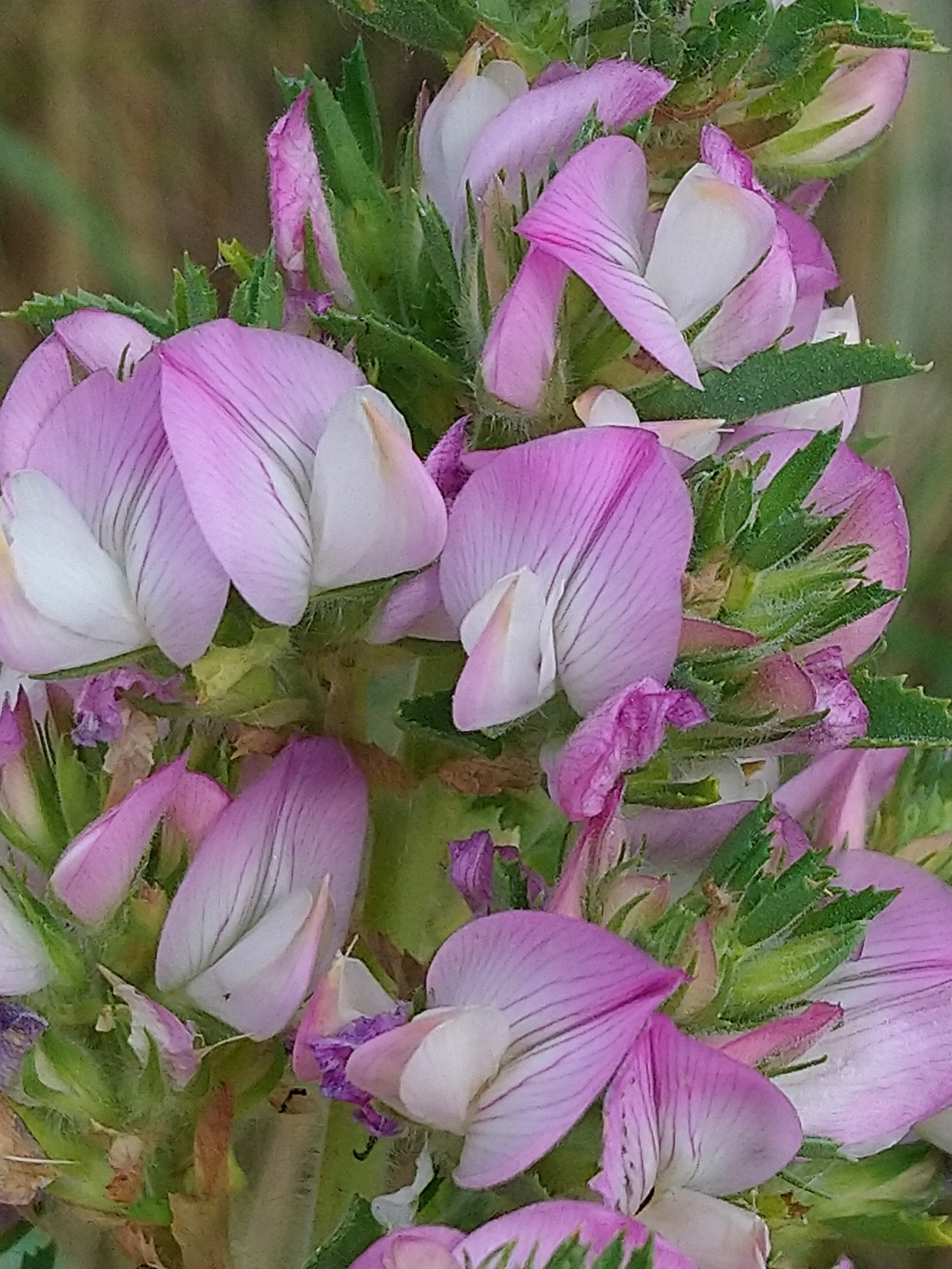
Kwiaty

PokrójCała roślina jest owłosiona i gruczołowata. Dorasta do ok. 80 cm.
ŁodygaWzniesiona lub podnosząca się. Na pędach zwykle brak cierni.
LiścieZ listkami podłużnie eliptycznymi, na wierzchołkach zwykle ostre. W dotyku lepkie. Przylistki jajowate, o długości ok. 1 cm.
KwiatyMotylkowe, wyrastające w kątach liści, górne groniasto skupione. Korona kwiatu różowa, łódeczka dzióbkowato zaostrzona. Kielich pokryty długimi włoskami i ogruczolony.

## Biologia i ekologia
Bylina lub półkrzew o nieprzyjemnym zapachu. Rośnie na łąkach, miedzach i przydrożach. Kwitnie od lipca do września. Kwiaty przystosowane są do zapylania przez pszczoły samotnice, zbierające pyłek na brzuszną stronę odwłoka.